# 栃木テレサービス
栃木テレサービス（とちぎテレサービス）は、1980年代後半から1990年代にかけて栃木県をサービスエリアとして、テレメッセージグループの一員としてポケットベルなどの事業を行っていた企業。
代表取締役社長は荒川征一。 資本的には地元地銀の足利銀行と栃木県産業協議会が中心になり設立された。サービス名称としては、他地域のテレメッセージグループ企業とは異なり、主に英字略称のTTSを用いていた。
1990年代中盤の爆発的なポケベル人気の中でNTTドコモと並んで加入者を急増させたが、その後ポケベル人気の中核をなしていた高校生から20代前半の若者らが携帯電話やPHSに急速に移行したことから、基地局などの通信設備が過剰となり、その減価償却などに苦しむこととなった。

## 沿革
- 1986年12月16日 - 会社設立。
- 1989年
  - 3月9日 - 第一種電気通信事業許可[3]。
  - 8月1日 - 開業[3][4]
- 2000年6月7日 - 会社解散を定時株主総会で決議[5]

## CMキャラクター
- 遠山景織子
- 松田純